# Konzervatoř Pardubice
Konzervatoř Pardubice byla založena v roce 1978 významným českým varhaníkem Václavem Rabasem.[zdroj?] Od té doby absolvovaly tento hudební ústav stovky českých hudebníků a předních českých interpretů.

## Významní pedagogové (bývalí i současní)

### Klavír
- Martin Hršel – člen Pražského klavírního dua
- Eva Krámská – laureátka soutěže Pražské Jaro
- Martina Maixnerová
- Alena Vlasáková – profesorka HAMU v Praze a JAMU v Brně

### Varhany
- Václav Rabas – přední český varhaník, vítěz soutěže Pražského jara
- Josef Rafaja
- Josef Popelka – pedagog HAMU v Praze
- Václav Uhlíř – diecézní organolog Hradec Králové
- Aleš Bárta - přední český varhaník, vítěz soutěže Pražské jaro

### Housle
- Ivan Štraus
- Vladimír Kulík

### Viola
- Ladislav Kyselák – 1. violista Slovenské filharmonie, profesor JAMU, člen Janáčkova kvarteta
- Milan Řehák - pedagog konzervatoře Pardubice

### Hoboj
- Jiří Křenek
- Libuše Voráčová

### Violoncello
- Josef Krečmer

### Kontrabas
- František Machač - vedoucí kontrabasového kvarteta The Pink Elephants

### Trubka
- Jiří Houdek – sólista Filharmonie Hradec Králové

### Lesní roh
- Otakar Tvrdý – bývalý člen České filharmonie

### Pozoun
- Václav Krpata – vedoucí souboru Historicus

### Kytara
- Petr Saidl
- Stanislav Juřica

### Zpěv
- Michiyo Keiko – významná sopranistka původem z Japonska
- Milan Stříteský

### Hudební teorie
- Miroslav Raichl
- Zdeněk Berger

## Úspěšní absolventi

### Klavír
- Jan Jiraský – přední český klavírista, laureát mezinárodních soutěží, vedoucí Katedry klávesových nástrojů na JAMU v Brně
- Jaroslava Pěchočová – přední česká klavíristka, absolventka HAMU u Ivana Moravce
- Matyáš Novák

### Varhany
- František Vaníček – profesor a děkan na Univerzitě Hradec Králové
- Michal Hanuš – student HAMU v Praze a Vysoké hudební školy v Oslu
- Pavel Svoboda - laureát soutěže Pražské jaro, student HAMU
- Lucie Guerra Žáková - absolventka AMU,Conservatoire Paris/Olivier Latry,Michel Bouvard/, Conservatoire Toulouse /M.Bouvard/
- Daniela Valtová Kosinová - absolventka HAMU v Praze ( prof.J. Tůma ), laureátka Mezin.varhanní soutěže Brno, vedoucí kláves.nástrojů orch.FOK, sólistka České filharmonie

### Housle
- Leoš Čepický – primárius Wihanova kvarteta
- Petr Zdvihal – primárius Heroldova kvarteta, koncertní mistr Symfonického orchestru Českého rozhlasu a laureát Beethovenovy houslové soutěže
- Iva Kramperová – laureátka mezinárodních interpretačních soutěží a sólistka souboru Barocco sempre giovane
- Pavel Burdych – člen souboru Československé komorní duo
- Markéta Čápová - členka orchestru Národního divadla v Praze

### Violoncello
- Pavel Ludvík – koncertní mistr Symfonického orchestru Českého rozhlasu

### Trubka
- Pavel Herzog – student HAMU Praha a člen skupiny Sto zvířat

### Kytara
- Petra Poláčková

### Zpěv
- Karla Bytnarová
- Petr Nekoranec